# Paraphronastes biocellatus
Paraphronastes biocellatus är en skalbaggsart som beskrevs av Stefan von Breuning 1980. Paraphronastes biocellatus ingår i släktet Paraphronastes och familjen långhorningar.
Artens utbredningsområde är Madagaskar. Inga underarter finns listade i Catalogue of Life.